# Naturalmente Acústico
Naturalmente Acústico é o nono álbum de estúdio e segundo DVD da cantora brasileira Margareth Menezes, lançado em 18 de agosto de 2010, nos formatos de disco compacto, disco digital de vídeo e blu-ray.

## Gravação e produção
O projeto foi realizado pela gravadora Mza Music ao lado da produtora de Margareth Menezes, "Estrela do Mar", e contou com a coprodução do "Canal Brasil". Sob a direção de Wiland Pinsdorf, o projeto, que resultou em um disco compacto e um disco digital de vídeo blu-ray, contou com lentes de 35 mm, o que dá ao vídeo estética cinematográfica. Pinsdorf priorizou a apresentação vocal de Menezes, mostrando lugares importantes de Salvador para a cantora, como a Praia da Ribeira, onde nasceu, e a Feira de São Joaquim. Além disso, foram coletados depoimentos de familiares e amigos de trabalho que compuseram o perfil de Margareth, desde a sua infância até o sucesso musical.
O álbum foi inspirado e baseado no último trabalho de Margareth, Naturalmente e, com uma nova "roupagem", traz interpretações de canção de Zeca Baleiro, Marcelo D2, Gilberto Gil e Caetano Veloso, tendo como cenário de fundo o estúdio "Ilha dos Sapos", de Carlinhos Brown, que participa do álbum, além de Luís Represas, Roberto Mendes, Marivaldo Stomp e Saul Barbosa.

### Composição
Margareth revelou que seu primeiro single, "Amor Ainda", que conta com a participação do cantor, compositor e produtor Carlinhos Brown, foi composta por ela enquanto estava em Corumbá. Menezes disse que ela fez uma parte e, recentemente, mostrou a canção à Brown, que finalizou a canção.

## Marketing e divulgação
A rede de televisão brasileira "canal Brasil", que é coprodutora do projeto, transmitiu em 30 de abril de 2010, às 21:00 h e, com reprise em 1 de maio de 2010, um especial sobre Margareth Menezes. Em agosto o álbum foi posto para pré-venda no site das livrarias Saraiva, Cultura, Siciliano, entre outras. No dia 6 de setembro de 2010, a gravadora Mza Music, disponibilizou em seu canal oficial no YouTube um trailer do DVD.
No dia 17 de setembro de 2010, Margareth fez um ensaio fotográfico para a divulgação do projeto que vai ser lançado no mês de outubro, em Salvador. A sessão de fotos ocorreu nos "Estúdios Gato Louco" e, Menezes utilizou roupas da Neon e das estilistas baianas Mônica Anjos e Kity Cohim, os acessórios foram da ABX Contempo e da designer Kelba Varjaó, que criou colares especialmente para  a cantora, com materiais como madrepérola, ossos, coral e turquesa. O responsável pela maquiagem foi Ricardo Brandão.
O álbum foi lançado em 18 de agosto de 2010, como download digital, através do site Terra Sonora e, esteve disponível como pré-venda em algumas livrarias desde 1 de setembro. Contudo, o lançamento oficial do álbum ocorreu em 24 de outubro de 2010, em uma apresentação que Margareth Menezes fará na Concha Acústica do Teatro Castro Alves, em Salvador, na Bahia. A apresentação contará com a presença de convidados que tiveram algum tipo de ligação com o projeto.

## Recepção da crítica
A coluna "Viver", do Diario de Pernambuco, elogia Margareth Menezes, dizendo que para a cantora "não já tempo ruim", fazendo referência aos múltiplos gêneros já interpretados pela cantora. Para o jornal, o projeto é perfeito para Menezes, uma vez que ele dá à intérprete "exatamente o que ela merece: belas canções". O jornal ainda diz que o projeto apresenta Margareth sob "a estética de cantos de fé (no amor, na natureza e na vida), mesmo quando protesta contra precaridade das condições de vida no Brasil".

## Lista de faixas
| Disco compacto |                                                    |                                             |         |  |
| N.º            | Título                                             | Compositor(es)                              | Duração |  |
| 1.             | "Amor Ainda" (Part. de Carlinhos Brown)            | Margareth Menezes e Carlinhos Brown         | 3:25    |  |
| 2.             | "Gente"                                            | Arnaldo Antunes, Marisa Monte e Pepeu Gomes |         |  |
| 3.             | "Coco de M" (Participação de Marivaldo Stomp)      |                                             | 4:03    |  |
| 4.             | "Febre"                                            | Zeca Baleiro e Lúcia Santos                 |         |  |
| 5.             | "Um Caso a Mais" (Participação de Luís Represas)   | Luís Represas                               | 3:18    |  |
| 6.             | "Mulher de Coronel"                                | Gilberto Gil                                |         |  |
| 7.             | "Matança"                                          | Jatobá                                      | 3:53    |  |
| 8.             | "O Quereres"                                       | Caetano Veloso                              |         |  |
| 9.             | "A Beira e o Mar" (Participação de Roberto Mendes) | Jorge Portugal e Roberto Mendes             | 2:49    |  |
| 10.            | "Fm Rebeldia / Qual É? (Kabaluere)"                | Alceu Valença / Marcelo Peixoto             | 4:44    |  |
| 11.            | "Voa (Abala Tudo)"                                 |                                             | 3:59    |  |
| 12.            | "Gracias A La Vida"                                | Violeta Parra                               | 4:10    |  |
| 13.            | "Quero Te Abraçar"                                 | Margareth Menezes                           |         |  |
| 14.            | "Saudação ao Caboclo (Selei)"                      | Gilson Quirino                              |         |  |

| DVD |                                             |         |  |
| N.º | Título                                      | Duração |  |
| 1.  | "Gente"                                     |         |  |
| 2.  | "Mulher de Coronel"                         |         |  |
| 3.  | "Um Caso a Mais" (Part. de Luís Represas)   |         |  |
| 4.  | "Matança"                                   |         |  |
| 5.  | "A Beira e o Mar" (Part. de Roberto Mendes) |         |  |
| 6.  | "Voa (Abala Tudo)"                          |         |  |
| 7.  | "Côco de M"                                 |         |  |
| 8.  | "Febre"                                     |         |  |
| 9.  | "Fm Rebeldia / Qual É? (Kabaluere)"         |         |  |
| 10. | "Amor Ainda" (Part. de Carlinhos Brown)     |         |  |
| 11. | "Gracias A La Vida" (Part. de Saul Barbosa) |         |  |
| 12. | "Lado Lunar"                                |         |  |
| 13. | "Quero Te Abraçar"                          |         |  |
| 14. | "Saudação ao Caboclo (Selei)"               |         |  |
| 15. | "O Quereres"                                |         |  |
| 16. | "Lua no Mar" (Videoclipe)                   |         |  |
| 17. | "Cegos do Castelo" (Videoclipe)             |         |  |

## Histórico de lançamento
| País           | Data                   | Formato                      | Gravadora                   | Catálogo      |
| -------------- | ---------------------- | ---------------------------- | --------------------------- | ------------- |
| Brasil         | 18 de agosto de 2010   | Download digital             | Mza Music                   |               |
| Brasil         | 1 de setembro de 2010  | CD, DVD, Blu-Ray (Pré-venda) | Mza Music                   |               |
| Estados Unidos | 1 de setembro de 2010  | CD                           | Microservice Brazil Records |               |
| Japão          | 10 de Setembro de 2010 | CD, DVD                      | Mza Music                   | MZA068        |
| Brasil         | 24 de outubro de 2010  | CD, DVD, Blu-Ray             | Mza Music                   | 7892141650762 |